# IKON (südkoreanische Band)/Diskografie
Diese Diskografie ist eine Übersicht über die musikalischen Werke der südkoreanischen Boygroup iKON. Den Schallplattenauszeichnungen zufolge hat sie bisher mehr als 2,6 Millionen Tonträger verkauft, davon alleine in ihrer Heimat über 2,5 Millionen. Ihre erfolgreichste Veröffentlichung ist die Single Love Scenario (사랑을 했다) mit über 2,5 Millionen verkauften Einheiten.

## Alben

### Studioalben
| Jahr                       | Titel                     | Höchstplatzierung, Gesamtwochen, AuszeichnungChartplatzierungen (Jahr, Titel, Platzierungen, Wochen, Auszeichnungen, Anmerkungen) | Höchstplatzierung, Gesamtwochen, AuszeichnungChartplatzierungen (Jahr, Titel, Platzierungen, Wochen, Auszeichnungen, Anmerkungen) | Anmerkungen                                                 |
| Jahr                       | Titel                     | KR | JP | Anmerkungen                                                 |
| -------------------------- | ------------------------- | --- | --- | ----------------------------------------------------------- |
| Südkoreanische Studioalben |                           | | |                                                             |
|                            |                           | | |                                                             |
| 2015                       | Welcome Back (Half-Album) | KR1 (11 Wo.)KR | JP26 (1 Wo.)JP | Erstveröffentlichung: 1. Oktober 2015 Verkäufe: + 65.171    |
| 2015                       | Welcome Back (Full-Album) | KR1 (54 Wo.)KR | JP3 (24 Wo.)JP | Erstveröffentlichung: 24. Dezember 2015 Verkäufe: + 92.218  |
| 2018                       | Return                    | KR2 (27 Wo.)KR | JP1 (4 Wo.)JP | Erstveröffentlichung: 25. Januar 2018                       |
| 2018                       | Return -KR Edition-       | — | JP12 (7 Wo.)JP | Erstveröffentlichung: 14. März 2018                         |
| 2019                       | The New Kids              | KR1 (20 Wo.)KR | JP30 (1 Wo.)JP | Erstveröffentlichung: 7. Januar 2019 Wiederveröffentlichung |
| 2023                       | Take Off                  | KR4 (3 Wo.)KR | — | Erstveröffentlichung: 4. Mai 2023                           |
| Japanische Studioalben     |                           | | |                                                             |
|                            |                           | | |                                                             |
| 2019                       | New Kids                  | — | JP5 (8 Wo.)JP | Erstveröffentlichung: 27. Februar 2019                      |
| 2022                       | Flashback [+ I Decide]    | — | JP7 (4 Wo.)JP | Erstveröffentlichung: 3. Mai 2022                           |

### Livealben
| Jahr | Titel                                               | Höchstplatzierung, Gesamtwochen, AuszeichnungChartplatzierungen (Jahr, Titel, Platzierungen, Wochen, Auszeichnungen, Anmerkungen) | Höchstplatzierung, Gesamtwochen, AuszeichnungChartplatzierungen (Jahr, Titel, Platzierungen, Wochen, Auszeichnungen, Anmerkungen) | Anmerkungen                                         |
| Jahr | Titel                                               | KR | JP | Anmerkungen                                         |
| ---- | --------------------------------------------------- | --- | --- | --------------------------------------------------- |
| 2016 | 2016 iKON – iKONcert Showtime Tour in Seoul Live CD | KR3 (6 Wo.)KR | JP104 (1 Wo.)JP | Erstveröffentlichung: 4. Mai 2016 Verkäufe: + 8.003 |

### Kompilationen
| Jahr | Titel                  | Höchstplatzierung, Gesamtwochen, AuszeichnungChartplatzierungen (Jahr, Titel, Platzierungen, Wochen, Auszeichnungen, Anmerkungen) | Höchstplatzierung, Gesamtwochen, AuszeichnungChartplatzierungen (Jahr, Titel, Platzierungen, Wochen, Auszeichnungen, Anmerkungen) | Anmerkungen                             |
| Jahr | Titel                  | KR | JP | Anmerkungen                             |
| ---- | ---------------------- | --- | --- | --------------------------------------- |
| 2016 | iKON Single Collection | — | — | Erstveröffentlichung: 28. Dezember 2016 |

### EPs
| Jahr | Titel               | Höchstplatzierung, Gesamtwochen, AuszeichnungChartplatzierungen (Jahr, Titel, Platzierungen, Wochen, Auszeichnungen, Anmerkungen) | Höchstplatzierung, Gesamtwochen, AuszeichnungChartplatzierungen (Jahr, Titel, Platzierungen, Wochen, Auszeichnungen, Anmerkungen) | Anmerkungen                           |
| Jahr | Titel               | KR | JP | Anmerkungen                           |
| ---- | ------------------- | --- | --- | ------------------------------------- |
| 2018 | New Kids: Continue  | KR2 (9 Wo.)KR | — | Erstveröffentlichung: 3. August 2018  |
| 2018 | New Kids: The Final | KR1 (7 Wo.)KR | — | Erstveröffentlichung: 1. Oktober 2018 |
| 2020 | I Decide            | KR3 (6 Wo.)KR | JP15 (6 Wo.)JP | Erstveröffentlichung: 6. Februar 2020 |
| 2022 | Flashback           | KR2 (4 Wo.)KR | JP10 (1 Wo.)JP | Erstveröffentlichung: 3. Mai 2022     |

### Single-Alben
| Jahr | Titel           | Höchstplatzierung, Gesamtwochen, AuszeichnungChartplatzierungen (Jahr, Titel, Platzierungen, Wochen, Auszeichnungen, Anmerkungen) | Höchstplatzierung, Gesamtwochen, AuszeichnungChartplatzierungen (Jahr, Titel, Platzierungen, Wochen, Auszeichnungen, Anmerkungen) | Anmerkungen                                           |
| Jahr | Titel           | KR | JP | Anmerkungen                                           |
| ---- | --------------- | --- | --- | ----------------------------------------------------- |
| 2017 | New Kids: Begin | KR2 (6 Wo.)KR | JP1 (8 Wo.)JP | Erstveröffentlichung: 22. Mai 2017 Verkäufe: + 73.823 |

## Singles
| Jahr | Titel Album                                         | Höchstplatzierung, Gesamtwochen, AuszeichnungChartplatzierungen (Jahr, Titel, Album, Platzierungen, Wochen, Auszeichnungen, Anmerkungen) | Höchstplatzierung, Gesamtwochen, AuszeichnungChartplatzierungen (Jahr, Titel, Album, Platzierungen, Wochen, Auszeichnungen, Anmerkungen) | Anmerkungen                                                    |
| Jahr | Titel Album                                         | KR | JP | Anmerkungen                                                    |
| --- | --------------------------------------------------- | --- | --- | -------------------------------------------------------------- |
| als Team-B |                                                     | | |                                                                |
| |                                                     | | |                                                                |
| 2013 | Just Another Boy –                                  | KR46 (1 Wo.)KR | — | Erstveröffentlichung: 30. Oktober 2013 Verkäufe: + 42.985      |
| 2013 | Climax –                                            | KR12 (2 Wo.)KR | — | Erstveröffentlichung: 30. Oktober 2013 Verkäufe: + 98.775      |
| 2014 | Wait for Me (기다려) –                              | KR48 (2 Wo.)KR | — | Erstveröffentlichung: 12. September 2014 Verkäufe: + 95.372    |
| als iKon |                                                     | | |                                                                |
| |                                                     | | |                                                                |
| 2015 | My Type (취향저격) Welcome Back                     | KR1 (33 Wo.)KR | — | Erstveröffentlichung: 14. September 2015 Verkäufe: + 1.631.503 |
| 2015 | Rhythm Ta (리듬 타) Welcome Back                    | KR8 (20 Wo.)KR | — | Erstveröffentlichung: 30. September 2015 Verkäufe: + 392.878   |
| 2015 | Airplane Welcome Back                               | KR13 (7 Wo.)KR | — | Erstveröffentlichung: 30. September 2015 Verkäufe: + 202.061   |
| 2015 | Anthem (이리오너라) Welcome Back                    | KR6 (2 Wo.)KR | — | Erstveröffentlichung: 16. November 2015 Verkäufe: + 202.061    |
| 2015 | Apology (지못미) Welcome Back                       | KR1 (11 Wo.)KR | — | Erstveröffentlichung: 16. November 2015 Verkäufe: + 600.068    |
| 2015 | What’s Wrong? (왜 또) Welcome Back                  | KR17 (5 Wo.)KR | — | Erstveröffentlichung: 24. Dezember 2015 Verkäufe: + 184.477    |
| 2015 | Dumb & Dumber (덤앤더머) Welcome Back               | KR12 (11 Wo.)KR | JP1 Gold · (8 Wo.)JP | Erstveröffentlichung: 24. Dezember 2015 Verkäufe: + 554.685    |
| 2016 | #WYD (오늘 모해) –                                  | KR3 (5 Wo.)KR | — | Erstveröffentlichung: 30. Mai 2016 Verkäufe: + 282.320         |
| 2017 | Bling Bling New Kids: Begin                         | KR24 (1 Wo.)KR | — | Erstveröffentlichung: 22. Mai 2017 Verkäufe: + 57.704          |
| 2017 | B-Day New Kids: Begin                               | KR36 (1 Wo.)KR | — | Erstveröffentlichung: 22. Mai 2017 Verkäufe: + 44.433          |
| 2018 | Love Scenario (사랑을 했다) Return                  | KR1 ×2Platin (Download) + Doppelplatin (Streaming) · (60 Wo.)KR                                                                          | JP— Gold (Streaming)JP | Erstveröffentlichung: 25. Januar 2018 Verkäufe KR: 2.500.000   |
| 2018 | Rubber Band (고무줄다리기) The New Kids             | KR27 (3 Wo.)KR | — | Erstveröffentlichung: 5. März 2018                             |
| 2018 | Killing Me (죽겠다) New Kids: Continue              | KR9 (15 Wo.)KR | — | Erstveröffentlichung: 2. August 2018                           |
| 2018 | Freedom (바람) New Kids: Continue                   | — | — | Erstveröffentlichung: 2. August 2018                           |
| 2018 | Goodbye Road (이별길) New Kids: The Final           | KR2 (19 Wo.)KR | — | Erstveröffentlichung: 1. Oktober 2018                          |
| 2019 | I’m OK The New Kids                                 | KR31 (2 Wo.)KR | — | Erstveröffentlichung: 2019                                     |
| 2020 | Dive (뛰어들게) I Decide                            | KR128 (1 Wo.)KR | — | Erstveröffentlichung: 2020                                     |
| 2021 | Why Why Why (왜왜왜) –                              | KR107 (2 Wo.)KR | — | Erstveröffentlichung: 2021                                     |
| 2022 | But You (너라는 이유) Flashback                     | KR131 (2 Wo.)KR | — | Erstveröffentlichung: 2022                                     |
| 2023 | Tantara (딴따라) Take Off                           | — | — | Erstveröffentlichung: 2023                                     |
| 2023 | U Take Off                                          | — | — | Erstveröffentlichung: 2023                                     |
| 2023 | Panorama –                                          | — | — | Erstveröffentlichung: 2023                                     |
| Folgende Lieder erschienen nicht als Single, wurden aber durch das Album zum Download und Streaming bereitgestellt und konnten somit eine Platzierung erlangen: |                                                     | | |                                                                |
| |                                                     | | |                                                                |
| 2015 | Today (오늘따라) Welcome Back                       | KR26 (3 Wo.)KR | — | Charteinstieg: 2. Oktober 2015                                 |
| 2015 | Welcome Back                                        | KR30 (2 Wo.)KR | — | Charteinstieg: 2. Oktober 2015                                 |
| 2015 | M.U.P (솔직하게) Welcome Back                       | KR34 (2 Wo.)KR | — | Charteinstieg: 2. Oktober 2015                                 |
| 2015 | I Miss You So Bad (아니라고) Welcome Back           | KR15 (1 Wo.)KR | — | Charteinstieg: 2. Oktober 2015                                 |
| 2015 | Rhythm Ta Remix (Rock Version) Welcome Back         | KR157 (1 Wo.)KR | — | Charteinstieg: 2. Oktober 2015                                 |
| 2018 | Long Time No See Return                             | KR52 (6 Wo.)KR | — | Charteinstieg: 26. Januar 2018                                 |
| 2018 | Beautiful Return                                    | KR80 (2 Wo.)KR | — | Charteinstieg: 2. Februar 2018                                 |
| 2018 | Jerk (나쁜놈) Return                                | KR83 (1 Wo.)KR | — | Charteinstieg: 2. Februar 2018                                 |
| 2018 | Hug Me (안아보자) Return                            | KR98 (1 Wo.)KR | — | Charteinstieg: 2. Februar 2018                                 |
| 2018 | Best Friend Return                                  | KR99 (1 Wo.)KR | — | Charteinstieg: 2. Februar 2018                                 |
| 2018 | Don’t Forget Return                                 | — | — | Erstveröffentlichung: 2018                                     |
| 2018 | Don’t Let Me Know (내가 모르게) New Kids: The Final | KR83 (1 Wo.)KR | — | Charteinstieg: 5. Oktober 2018                                 |
| 2018 | Adore You (좋아해요) New Kids: The Final            | KR84 (1 Wo.)KR | — | Charteinstieg: 5. Oktober 2018                                 |
| 2018 | Perfect (꼴좋다) New Kids: The Final                | KR93 (1 Wo.)KR | — | Charteinstieg: 5. Oktober 2018                                 |

## Videoalben
| Jahr | Titel                                            | Höchstplatzierung, Gesamtwochen, AuszeichnungChartsChartplatzierungen (Jahr, Titel, Platzierungen, Wochen, Auszeichnungen, Anmerkungen) | Anmerkungen                              |
| Jahr | Titel                                            | JP | Anmerkungen                              |
| ---- | ------------------------------------------------ | --- | ---------------------------------------- |
| 2015 | 2016 Ikon Season’s Greetings                     | JP25 (3 Wo.)JP | Erstveröffentlichung: 23. Dezember 2015  |
| 2016 | Ikoncert 2016 Showtime Tour in Japan             | JP4 (11 Wo.)JP | Erstveröffentlichung: 22. Juni 2016      |
| 2016 | Ikon / Kony’s Summertime                         | JP2 (2 Wo.)JP | Erstveröffentlichung: 3. August 2016     |
| 2017 | Ikon Japan Tour 2016                             | JP2 (10 Wo.)JP | Erstveröffentlichung: 1. Februar 2017    |
| 2017 | Ikon / Kony’s Wintertime                         | JP7 (3 Wo.)JP | Erstveröffentlichung: 22. Februar 2017   |
| 2017 | Ikon Summertime Season2 in Bali                  | JP7 (2 Wo.)JP | Erstveröffentlichung: 23. August 2017    |
| 2017 | Ikon Japan Dome Tour 2017                        | JP4 (7 Wo.)JP | Erstveröffentlichung: 27. September 2017 |
| 2018 | Ikon Japan Dome Tour 2017 Additional Shows       | JP7 (4 Wo.)JP | Erstveröffentlichung: 7. März 2018       |
| 2018 | Ikon Summertime Season3 in Hawaii                | JP7 (4 Wo.)JP | Erstveröffentlichung: 29. August 2018    |
| 2019 | Ikon Japan Tour 2018                             | JP10 (11 Wo.)JP | Erstveröffentlichung: 20. März 2019      |
| 2019 | 2019 Ikon Continue Tour Encore in Seoul          | JP3 (7 Wo.)JP | Erstveröffentlichung: 24. Juli 2019      |
| 2019 | Ikon Japan Tour 2019                             | JP2 (5 Wo.)JP | Erstveröffentlichung: 4. Dezember 2019   |
| 2020 | Ikon Fan Meeting 2019                            | JP6 (2 Wo.)JP | Erstveröffentlichung: 16. September 2020 |
| 2022 | Ikon Japan Tour 2022 [Flashback]                 | JP2 (3 Wo.)JP | Erstveröffentlichung: 26. Oktober 2022   |
| 2023 | Ikon Japan Tour 2022 [Flashback] Encore In Osaka | JP11 (2 Wo.)JP | Erstveröffentlichung: 8. März 2023       |

## Musikvideos
| Jahr | Titel                       | Regisseur(e)                           |
| ---- | --------------------------- | -------------------------------------- |
| 2015 | My Type (취향저격)          | Sa Min Han                             |
| 2015 | Rhythm Ta (리듬 타)         | Seo Hyun-seung                         |
| 2015 | Airplane                    | Donald Yong                            |
| 2015 | Anthem (이리오너라)         | Seo Hyun-seung                         |
| 2015 | Apology (지못미)            | Sa Min Han                             |
| 2015 | What’s Wrong? (왜 또)       | Sa Min Han                             |
| 2015 | Dumb & Dumber (덤앤더머)    | Seo Hyun-seung                         |
| 2016 | #WYD (오늘 모해)            | Sa Min Han                             |
| 2017 | B-Day (벌떼)                | Kim Young-jo und Yoo Soong-woo (NAIVE) |
| 2017 | Bling Bling                 | Seo Hyun-seung                         |
| 2018 | Love Scenario (사랑을 했다) | VM Project Architecture                |
| 2018 | Killing Me (죽겠다)         | VM Project Architecture                |
| 2018 | Goodbye Road (이별길)       | Sa Min Han                             |
| 2019 | I’m OK                      | VM Project Architecture                |
| 2020 | Dive (뛰어들게)             | Kwon Yong-soo                          |
| 2021 | Why Why Why (왜왜왜)        | 725 (SL8 Visual Lab)                   |
| 2022 | But You (너라는 이유)       | Yeom Woojin                            |
| 2023 | SNP Film                    |                                        |
| 2023 | SNP Film                    | U                                      |

## Statistik

### Chartauswertung
|                     | KR     | JP     |
| ------------------- | ------ | ------ |
| Nummer-eins-Alben   | KR4KR  | JP2JP  |
| Top-10-Alben        | KR11KR | JP6JP  |
| Alben in den Charts | KR11KR | JP11JP |

|                       | KR     | JP    |
| --------------------- | ------ | ----- |
| Nummer-eins-Singles   | KR3KR  | JP1JP |
| Top-10-Singles        | KR8KR  | JP1JP |
| Singles in den Charts | KR34KR | JP1JP |

|                          | JP     |
| ------------------------ | ------ |
| Nummer-eins-Videoalben   | JP—JP  |
| Top-10-Videoalben        | JP13JP |
| Videoalben in den Charts | JP15JP |

### Auszeichnungen für Musikverkäufe
Anmerkung: Auszeichnungen in Ländern aus den Charttabellen bzw. Chartboxen sind in ebendiesen zu finden.
| Land/RegionAuszeichnungen für Musikverkäufe (Land/Region, Auszeichnungen, Verkäufe, Quellen) | Gold     | Platin     | Verkäufe  | Quellen        |
| -------------------------------------------------------------------------------------------- | -------- | ---------- | --------- | -------------- |
| Japan (RIAJ)                                                                                 | 2× Gold2 | —          | 100.000   | riaj.or.jp     |
| Südkorea (KMCA)                                                                              | —        | 3× Platin3 | 2.500.000 | circlechart.kr |
| Insgesamt                                                                                    | 2× Gold2 | 3× Platin3 |           |                |